# Gayle Dull
Gayle Albert Dull (4 maggio 1883 – Franklin, 16 ottobre 1918) è stato un mezzofondista e siepista statunitense.
È nato in Ohio.
Nel 1908 prese parte ai Giochi olimpici di Londra conquistando la medaglia d'argento nelle 3 miglia a squadre: individualmente si classificò decimo (quarto tra gli statunitensi), senza portare punti alla squadra, formata da George Bonhag, John Eisele, Herb Trube e Harvey Cohn. Corre anche i 3200 metri siepi, giungendo secondo nella propria batteria a 40" di distanza dal britannico Arthur Robertson.

## Palmarès
| Anno | Manifestazione  | Sede   | Evento             | Risultato     | Prestazione | Note  |
| ---- | --------------- | ------ | ------------------ | ------------- | ----------- | ----- |
| 1908 | Giochi olimpici | Londra | 3200 metri siepi   | elim. qualif. | 11'50"      |       |
| 1908 | Giochi olimpici | Londra | 3 miglia a squadre | Argento       | 19 p.       | [ 1 ] |